# Bhandara
Bhandara è una città dell'India di 85.034 abitanti, capoluogo del distretto di Bhandara, nello stato federato del Maharashtra. In base al numero di abitanti la città rientra nella classe II (da 50.000 a 99.999 persone).

## Geografia fisica
La città è situata a 21° 10' 0 N e 79° 39' 0 E e ha un'altitudine di 243 m s.l.m..

## Società

### Evoluzione demografica
Al censimento del 2001 la popolazione di Bhandara assommava a 85.034 persone, delle quali 43.441 maschi e 41.593 femmine. I bambini di età inferiore o uguale ai sei anni assommavano a 9.767, dei quali 4.986 maschi e 4.781 femmine. Infine, coloro che erano in grado di saper almeno leggere e scrivere erano 68.269, dei quali 36.999 maschi e 31.270 femmine.